# Goła Góra (Pieniny)
Goła Góra (712 m n.p.m.) – mało wybitne wzniesienie w Pieninach Czorsztyńskich. Znajduje się na ich południowym stoku, pomiędzy Macelową Górą (801 m) i Podskalnią Górą (743 m), a poniżej Nowej Góry (902 m). Od strony Macelowej Góry jego zachodnie stoki opadają do Wąwozu Górczyńskiego(Macelowego Wąwozu). Nazwa góra jest przesadzona, również drugi człon nazwy goła jest coraz bardziej nieaktualny, gdyż wzniesienie to ulega stopniowemu zalesieniu, skalisto-trawiaste fragmenty występują na nim głównie od strony Macelowego Wąwozu. Tutaj wierzchołek podcięty jest stromą ścianą 20-metrowej wysokości. Dawniej jednak wzniesienie było znacznie bardziej gołe i stąd pochodzi jego nazwa. Na skalistych i trawiastych obszarach występują sucholubne trawy i bogata flora porostów. Woda ze stoków spływa do Czarnego Potoku (w dolnej części nazywa się on Macelowym Potokiem). W północno-wschodniej części znajduje się obszar źródliskowy, wypływa z niego niewielki strumyk, niżej zanikający w wapiennym podłożu. Na północno-zachodnim, opadającym do Czarnego Potoku stoku znajduje się zarastająca już polana.
Goła Góra znajduje się na obszarze Pienińskiego Parku Narodowego, którego granica przebiega tutaj obrzeżem lasu i pól uprawnych zwanych Pod Nowe. Przedmiotem ochrony są formacje z jałowcem pospolitym (Juniperus communis) na wrzosowiskach lub na wapiennych murawach. Administracyjnie jest w granicach wsi Sromowce Niżne w województwie małopolskim, w powiecie nowotarskim, w gminie Czorsztyn. Nie prowadzi do niej żaden szlak turystyczny.